# Ли Ю Бин
Ли Ю Бин (кор. 이•유빈: англ. Lee Yu Bin, род. 23 апреля 2001 года в Бухоне, провинция Кёнгидо) — южнокорейская шорт-трекистка, Олимпийская чемпионка 2018 года, чемпионка мира 2018 года в эстафете.

## Биография
Ли Ю Бин впервые начала кататься на коньках в 6 лет, а заниматься шорт-треком в возрасте 8-ми лет в третьем классе начальной школы Сандан, при поддержке своего брата  Ли Джун Со, также конькобежца национального уровня. Когда училась в 5-м классе начальной школы, она заняла 1-е место в Национальном турнире по шорт-треку среди юниоров. В средней школе она порвала обе связки голеностопного сустава и с тех пор это превратилось в хроническую травму.
В январе 2016 года она приняла участие на чемпионате мира среди юниоров в Софии, где стала второй на 500 м, третьей на 1000 м, в суперфинале также была второй и в общем зачёте заняла третье место, а позже выиграла серебро в эстафете. В том же году она сломала нижнюю часть позвоночника, что выбила её на неопределённый срок от соревновании. Но уже в 2017 году на очередном ЮЧМ в Инсбруке стала абсолютной чемпионкой мира, выиграв дистанции 500, 1000 и суперфинал, в эстафете стала с подругами только 10-й.
В сезоне 2017-18 года на этапах Кубка мира в Будапеште и Шанхае победила в эстафетах. После этого пришла 3-й на 1000 м и 2-й в эстафете в Дордрехте соответственно.
На зимних Олимпийских играх 2018 года в Пхёнчхане завоевала золотую медаль вместе с Сим Сок Хи, Чхве Мин Чжон, Ким А Ран и Ким Е Чжин в эстафете на 3000 метров. В марте 2018 года на чемпионате мира в Монреале в том же составе выиграла золото в эстафете. В сезоне 2018/19 годов Ли Ю Бин получила травму на отборе в национальную сборную,  и прошла реабилитацию в течение сезона. После Олимпийских игр она не смогла нормально выступать из-за хронической боли в связках лодыжки.
В феврале 2020 года выиграла на этапе Кубка мира в Дордрехте 1000 м, стала второй в смешанной эстафете и заняла 3-е место в женской эстафете. В марте 2020 года из-за пандемии COVID-19 все соревнования были отменены. Сборная Кореи также не принимала участие на чемпионате мира в Дордрехте. Тренировки Ли Ю Бин достигают восьми с половиной часов в день, её цель завоевать индивидуальную медаль на Олимпиаде 2022 года и золото на Азиатских играх.
В октябре 2021 года на первом этапе Кубка мира в Пекине Ли Ю Бин победила в финале женского бега на 1500 м, благодаря столкновению между Чхве Мин Джон и Ким Джи Ю. Впервые за год и восемь месяцев она выиграла золотую медаль на Кубке мира.

## Личная жизнь
Ли Ю Бин закончила Университет Ёнсе, живёт в Сеуле, любит танцы.